# 12e régiment d'infanterie coloniale
Pour les articles homonymes, voir 12e régiment.
Le 12e régiment d'infanterie coloniale est une unité de l'armée française. Il existe d'abord de 1890 à 1901 en Nouvelle-Calédonie, puis de 1903 à 1912 en Indochine et enfin en 1939-1940 pendant la drôle de guerre.

## Création et différentes dénominations

### En Nouvelle-Calédonie 1890-1903
- 1890 : création du 12e régiment d'infanterie de Marine en Nouvelle-Calédonie
- 1901 : renommé 12e régiment d'infanterie coloniale puis devient bataillon d'infanterie coloniale de la Nouvelle Calédonie

### En Indochine 1903-1912
- 1903 : création du 12e régiment d'infanterie coloniale en Indochine
- 1907 : dissolution et recréation du 12e RIC par changement de nom du 18e RIC.
- 1912 : dissolution

### En France 1939-1940
- 1939 : création du 12e régiment d'infanterie coloniale en France, ensuite renommé 12e régiment d'infanterie coloniale mixte sénégalais
- avril 1940 : dissolution

## Historique des garnisons, combats et batailles du12erégimentd'infanterie coloniale

### Première création en Nouvelle-Calédonie
Le 12e régiment d'infanterie de marine est créé le 1er juillet 1890 en Nouvelle-Calédonie à partir de six compagnies du 3e régiment d'infanterie de Marine. En juillet 1900, les troupes de marine deviennent troupes coloniales et le régiment prend le nom de 12e régiment d'infanterie coloniale le 1er janvier 1901. Le 17 janvier 1901, il est dissous et devient bataillon d'infanterie coloniale de la Nouvelle Calédonie.

### Seconde création en Indochine
Le 12e régiment d'infanterie coloniale est recréé le 19 septembre 1903 en Cochinchine, à deux bataillons. À partir de 1904, il est rattaché à la 4e brigade de la 2e division (division de Cochinchine) et passe à trois bataillons le 22 avril 1905.
En 1907, le régiment est dissout et ses troupes rejoignent les 9e, 10e et 11e RIC. Parallèlement, le 18e RIC est renommé 12e RIC. En 1912, le 12e RIC est dissout et est amalgamé au 11e RIC.

### La Seconde Guerre mondiale
Le 12e RIC est recréé le 16 novembre 1939 à partir du 12e régiment de tirailleurs sénégalais. Rattaché à la 1re division d'infanterie coloniale, il est renommé le 1er décembre 1939 12e régiment d'infanterie coloniale mixte sénégalais, à cause de la proportion de tirailleurs sénégalais dans ses rangs.
Il est dissout le 24 avril 1940. Ses soldats sont alors amalgamés à des tirailleurs sénégalais pour former le 26e régiment de tirailleurs sénégalais.

## Insigne
Le 12e RIC et le 12e RICMS de 1939-1940 reprennent l'insigne prévu pour le 12e RTS : un porc-épic, avec la devise Tocci se gaousos (touche si tu l'oses).